# Patersberg
Patersberg est une municipalité du Verbandsgemeinde Loreley, dans l'arrondissement de Rhin-Lahn, en Rhénanie-Palatinat, dans l'Ouest de l'Allemagne.